# 17-й/21-й уланский полк
17-й/21-й уланский полк (англ. 17th/21st Lancers) — кавалерийский полк Британской армии. Он был сформирован в Англии путем слияния 17-го и 21-го уланских полков в 1922 году, а после участия во Второй мировой войне в 1993 году был объединён с 16-м/5-м Её Величества королевским уланским полком, образовав Её Величества королевский уланский полк.

## История
Полк был сформирован в Англии в межвоенный период путем слияния 17-го и 21-го уланских полков 27 июня 1922 г. Полк был развёрнут в Мееруте в Индии в 1936 г. и механизирован в 1938 г.

### Вторая мировая война
С началом Второй мировой войны, в сентябре 1939 года, полк был переброшен обратно в Великобританию и вошёл в состав 1-й мотопулемётной бригады (1st Motor Machine Gun Brigade), оборонявшей юго-восточную Англию. 12 октября 1940 года 1-я мотопулемётная бригада стала 26-й бронетанковой бригадой. 9 ноября 1940 года бригада вошла в состав недавно сформированной 6-й бронетанковой дивизии, в которой прослужила до конца войны. Часть личного состава полка была откомандирована в декабре для формирования кадрового состава 24-го уланского полка.
В ноябре 1942 года дивизия была переброшена в Тунис для участия в операции «Факел». Оснащённый танками Valentine Mk III и Crusader Mk III, полк некоторое время участвовал в Тунисской кампании, в том числе понёс тяжёлые потери при обороне Талы в битве за Кассеринский перевал в феврале 1943 года, в ходе которой было выведено из строя 14 британских танков. После этого полк был выведен и доукомплектован танками M4A2 Sherman. В апреле полк предпринял попытку взять перевал Фондук, в ходе которой было выведено из строя 32 танка. Кампания в Тунисе завершилась в мае 1943 года, когда в плен сдались почти 250 000 немецких и итальянских солдат, которые впоследствии стали военнопленными. Большая часть 6-й бронетанковой дивизии (за вычетом 1-й гвардейской бригады) была переброшена на итальянский фронт в марте 1944 года и сражалась за прорыв линии Густава, участвуя в операции «Диадема», четвёртом и последнем сражении при Монте-Кассино. Полк продвинулся до Готской линии и провёл там зиму — в некоторых местах он служил как пехота, а не как бронетанковое подразделение, из-за статичного характера окопной войны.  После окончательного прорыва в апреле 1945 года, получившего кодовое название «Операция „Грейпшот“», полк закончил войну в Австрии.

### Послевоенное время
В октябре 1946 г. полк был направлен в Грецию для выполнения задач по обеспечению внутренней безопасности. В октябре 1947 г. он был переброшен в зону Суэцкого канала и переоборудован в бронеавтомобильный полк; затем он был переброшен в Палестину в 1948 г. Полк вернулся домой в гарнизон Каттерик в конце того же года в качестве учебного полка RAC, а затем присоединился к 20-й бронетанковой бригаде и переехал в Йоркские казармы в Мюнстере в декабре 1951 г. Он был переведён в 4-ю гвардейскую бригаду и переехал в казармы Баркер в Падерборн в августе 1957 г. Он был переведен в 4-ю гвардейскую бригаду и переехал в казармы Баркер в Падерборне в августе 1957 г. После короткого возвращения домой в декабре 1959 г., он переехал в Гонконг в марте 1960 г., откуда перебросил части в Аден в октябре 1961 г..
Полк вошел в состав 20-й бронетанковой бригады и был переведён в казармы Athlone в Зеннелагере возле Падерборна в декабре 1962 г. Затем он переехал в лагерь Lisanelly в Оме в марте 1968 г., откуда перебросил эскадрон в Ливию в 1970 г. Затем он был переведён в 4-ю бронетанковую бригаду и переехал в казармы Нортгемптон в Вольфенбюттеле в ноябре 1972 г., откуда перебросил подразделения в Северную Ирландию в разгар «смуты». Он был переведён в 11-ю бронетанковую бригаду и переехал в казармы Уэссекс в Бад-Фаллингбостеле в октябре 1974 г., откуда снова направил свои подразделения в Северную Ирландию. Он вернулся домой, передислоцировавшись в лагерь Бовингтон в качестве полка центра RAC в декабре 1977 г., а затем вернулся в Западную Германию, чтобы присоединиться к 4-й бронетанковой бригаде и базироваться в казармах Суинтон в Мюнстере в ноябре 1980 г. Эскадрон был направлен в Северную Ирландию для несения караульной службы в тюрьме «Лабиринт» в декабре 1982 г..
В период 1987—1990 гг. полк базировался в Свинтон-Баррекс г. Мюнстер (земля Северный Рейн-Вестфалия), находясь в составе 3-й бронетанковой дивизии. Имел на вооружении 57 танков Челленджер 1.
После отправки двух эскадронов в Персидский залив в сентябре 1990 года для участия в войне в Персидском заливе, полк вернулся в Великобританию в конце года. В 1993 году, в связи с сокращением сил после окончания холодной войны, полк был объединён с 16-м/5-м Её Величества королевским уланским полком, образовав Её Величества королевский уланский полк.